# Kitao Sakurai
Kitao Sakurai (Japón, 1983) es un actor, guionista, productor y director de cine y televisión japonés-estadounidense. Es conocido por dirigir la película de Netflix de 2021 Bad Trip.

## Primeros años y educación
Kitao Sakurai nació en Japón en 1983 y fue criado en Cleveland, Ohio desde los tres años. Asistió a una escuela de educación japonesa en Ohio, siendo descrito como una persona tímida.

## Carrera
Debutó como director de largometrajes con Aardvark (2010), que se rodó en Cleveland.
Dirigió The Passage, un cortometraje coescrito y protagonizado por el cómico estadounidense Phil Burgers («Dr Brown»). Se estrenó en Sundance Film Festival en 2018, y ganó el premio al mejor cortometraje de ficción en el Los Angeles Film Festival, el premio a la mejor comedia en el Aspen Shortsfest y el Gran Premio del Jurado en el Nashville Film Festival..
Dirigió en 2021 la película de Netflix Bad Trip.
También es conocido por su trabajo en The Eric Andre Show.

## Compañía productora
Sakurai cofundó la productora Naked Faces, con sede en Nueva York, junto a Andrew Barchilon. 

## Filmografía

### Como director
- Aardvark (2010)
- The Passage (cortometraje, 2018)
- Bad Trip (2021)

### Como actor
- Lo mejor de lo mejor 3: Sin vuelta atrás (1995) como Justin Banning
- The Best Bad Thing (1997) como Zenny Hata
- Dogma (1999) como Stygian Triplet
- Aardvark (2010) como Darius Szopa
- Treatment (2011) como Instructor de tenis
- We Are the Hartmans (2011) como Director de Vídeo Musical